# 18321 Bobrov
18321 Bobrov (1982 UQ10) là một tiểu hành tinh vành đai chính được phát hiện ngày 25 tháng 10 năm 1982 bởi L. V. Zhuravleva ở Đài vật lý thiên văn Crimean.